# Покальчук (Артюгіна) Лариса Михайлівна
Лари́са Миха́йлівна Покальчук (Артюгіна) (нар. 23 травня 1971, м. Вінниця) — українська кінорежисерка. Член Спілки кінематографістів України, Спілки театральних діячів України, творчого об'єднання Вавилон'13 та Асамблеї діячів культури України. Керівник громадської організації «Новий Донбас». Продюсерка docUA Platform - Платформа української документалістики.

## Біографія
Народилася 1971 року в місті Вінниця.

## Освіта
- 1993 р. закінчила КНУ ім. Т. Шевченка за спеціальністю прикладна ядерна фізика.
- 1999 р. закінчила КНУТКТ ім. І. Карпенка-Карого, кафедру телережисури за фахом режисер, журналіст, оператор.
- 2006 р. закінчила курси "Школи Голлівуду" у Києві.[4]. майстерня сценарію Річарда Креволіна, акторська майстерня Баррі Праймуса, продюсування Ларрі Костроффа.
- 2007 р. стажувалася за Міжнародною візитерською лідерською програмою Державного департаменту США «Фільм як віддзеркалення національної ідентичності».
- 2008 -2015 р. викладачка КНУТКТ ім. І. Карпенка-Карого.
- 2016 р. закінчила Літню Інтегральну Школу “Емпатія-2016”.
- 2019 р. закінчила Школу бізнесу Unit School of Business.

## Творчість
- 2019: Проєкт «Університет без кордонів», керівник проєкту.
- Проєкт "Школа документалістики та медіа у Литві для підлітків, яких зачепила війна".
- Проєкт «Платформа docUA», керівниця проєкту. Документальний фільм «Тато», режисерка продюсерка.
- Проєкт «Досвід Литви для України - нові можливості співпраці з ЄС», партнерка й тренерка.
- 2018: Проєкт «Абілітаця дітей, які постраждали у війні за допомогою культурно-історичних просвітницьких та художніх студій», керівниця проєкту.
- 2017: Проєкт «Адаптація ВПО та постраждалих від війни дітей, шляхом розвитку навичок культури спілкування», керівниця проєкту. Проєкт «Літній табір різноманітності», керівниця проєкту.
- 2016: "Літній кінотабір миру" для постраждалих дітей, у якому вони зняли свої перші фільми. Керівниця проєкту та лекторка.
- 2015: Українська незалежна ініціатива «Платформа української документалістики», керівниця проєкту, кінорежисерка та продюсерка. Вибрана фільмографія (документальні фільми):«Тато» режисерка продюсерка 2019р."Як ми стали добровольцями», реж.Л.Артюгіна 2015р. "Богданове щастя", реж. Л. Артюгіна 2015р. "Колективне червоне" реж. Л. Артюгіна 2000р.
- 2014: ГО«НОВИЙДОНБАС» - керівниця організації, яка допомагає прифронтовим містечкам Донбасу відновлювати школи та будувати мирне життя, через діалог та культурні інцативи.
- Культурна ініціатива “Асамблея діячів культури України” - співзасновниця.
- 2013: Творче об'єднання “BABYLON 13”-українська громадська протестна спілка режисерів, співзасновниця та режисерка. Документальний фільм "Сильнше, нж зброя", співрежисерка.
- 2012: Короткометражна комедя «Жовта квітка для месьє Бурійона», режисерка, Україна-Франіця, який брав участь у 66-му Каннському кінофестивалі (Short Film Corner section).
- 2011: Короткометражний фільм "Без ГМО", сценаристка й режисерка, з альманаху "Україно, Goodbye!"
- 2008-2015: Викладачка Київського національного університету театру, кіно телебачення І.К.Карпенка-Карого.
- 1993: Режисерка, журналістка, ведуча програм у різних ЗМІ.

Фільмографія:
- 1996 — телепрограма «Мікро-фон» виробництво УТ-1 — тележурналіст.
- 1997-98 — документальний альманах «Майстерня» виробництво «Інтерньюз-Україна» — режисер, журналіст.
- 1999 — авторський документальний фільм «Колективне червоне» — сценарист, режисер, оператор.
- 2000 — документальний фільм «Місце для покаяння» виробництво Європейський інститут ЗМІ — режисер, оператор.
- 2001 — ролик соціальної реклами «Майбутнє української школи» виробництво «Інтерньюз-Україна» — режисер.
- 2001 — документальний фільм «Коли я повернуся» виробництво «Інтерньюз-Україна» — режисер.
- 2002 — проєкт соціальної реклами «Українські балади» — режисер.
- 2003 — кінопроєкт «Любов — це…», короткометражний ігровий фільм, «ПтахоLove»[5] — режисер і співавтор сценарію, виробництво «ЗЄІ».
- 2004 — документальний телефільм «Епоха Кучми» — режисер і продюсер, виробництво телестудія «Новий Формат».
- 2005 — телепередача «21 вересня» — режисер, телеканал К-1.
- 2006 — серія роликів політичної реклами за сюжетами робіт Пабло Пікассо, Тараса Шевченка, Пабло Неруди — співавтор сценарію, режисер.
- 2006 — художній фільм «Здійснення бажань». Актриса, головна роль. Студія «Інтерфільм».
- 2006 — художній фільм «Las Meninas», другий режисер, виробництво MF Film.
- 2007 — театральний проєкт «Веселий апокаліпсис», режисер з акторів.
- 2007 — антикорупційний ролик соціальної реклами, співавтор сценарію, режисер.
- 2007 — телепрограма «Небитий шлях», режисер. Продакшн студія «Свit-tv».
- 2007 — документальна телепрограма «Мосфільм», режисер. СТБ-продакшн.
- 2008 — документальна телепрограма «Професія — аферист», режисер. Продакшн-студія «Active-vision».
- 2008 — серія роликів соціально-політичної реклами «Захисти своє місто».
- 2009 — публіцистичний фільм «Справа честі», режисер, продюсер. Продакшн-студія «Мой кіно».
- 2010 — телепрограма «Таїна», режисер, автор сценарію. Продакшн-студія «Мой кіно».
- 2011 — телевізійний серіал «Одержимі», режисер-постановник. Департамент художньо-документальних проєктів телеканалу «1+1».
- 2012 — короткометражний фільм «Без ГМО», частина кіноальманаху «Україно, Goodbye!».
- 2012 — короткометражний фільм «Жовта квітка для месьє Бурійона».
- 2014 — документальний фільм «Автомайдан» з циклу документальних фільмів «Зима, що нас змінила».
- 2015 — документальний фільм «Як ми стали добровольцями».
- 2019 — документальний фільм "Тато"

## Нагороди
- 1998 — Міжнародний кінофорум слов'янських і православних народів «Золотий Витязь» — приз «Бронзовий Витязь» присуджений альманаху «Майстерня» за випуск «Многая літа».
- 2001 — Міжнародний фестиваль телепрограм і фільмів на правоохоронну тематику «Золотий Георгій». Приз «Срібний Георгій» в номінації «найкращий документальний фільм на правоохоронну тематику» — за фільм «Місце для покаяння» (2000).
- 2002 — 6 Форум Кінематографій країн СНД, Латвії, Литви і Естонії — проєкт «Українські балади».
- 2003 — Кінофестиваль «Зачарована Десна» — перший приз ім. О. Довженка за кінофільм «Птахоlove».
- 2007 — фестиваль «Мобільне кіно від DJUCE», спеціальний приз за фільм «Real democracy».

## Громадська позиція
У червні 2018 підтримала відкритий лист діячів культури, політиків і правозахисників із закликом до світових лідерів виступити на захист ув'язненого у Росії українського режисера Олега Сенцова й інших політв'язнів.